# Liste der Biografien/Gorz
Liste der Biografien |
Portal Biografien |
Personensuche
# |
A |
B |
C |
D |
E |
F |
G |
H |
I |
J |
K |
L |
M |
N |
O |
P |
Q |
R |
S |
T |
U |
V |
W |
X |
Y |
Z |
?
 
Ga |
Gb |
Gc |
Gd |
Ge |
Gf |
Gh |
Gi |
Gj |
Gk |
Gl |
Gm |
Gn |
Go |
Gp |
Gq |
Gr |
Gs |
Gu |
Gv |
Gw |
Gy |
Gz
 
Goa |
Gob |
Goc |
God |
Goe |
Gof |
Gog |
Goh |
Goi |
Goj |
Gok |
Gol |
Gom |
Gon |
Goo |
Gop |
Gor |
Gos |
Got |
Gou |
Gov |
Gow |
Goy |
Goz
 
Gora |
Gorb |
Gorc |
Gord |
Gore |
Gorf |
Gorg |
Gorh |
Gori |
Gorj |
Gork |
Gorl |
Gorm |
Gorn |
Goro |
Gorp |
Gorr |
Gors |
Gort |
Goru |
Gorv |
Gory |
Gorz
Die Liste der Biografien führt alle Personen auf, die in der deutschsprachigen Wikipedia einen Artikel haben. Dieses ist eine Teilliste mit 23 Einträgen von Personen, deren Namen mit den Buchstaben „Gorz“ beginnt.

## Gorz
- Görz, Adolf (1857–1900), deutscher Kaufmann und Sozialreformer
- Gorz, André (1923–2007), französischer Sozialphilosoph österreichischer Herkunft
- Görz, Günther (* 1947), deutscher Informatiker
- Görz, Hermann (1861–1930), deutscher Elektrotechniker und Unternehmer
- Görz, Joseph (1810–1900), deutscher Jurist und Politiker (NLP), MdR
- Görz, Richard (1811–1880), deutscher Architekt und nassauischer bzw. preußischer Baubeamter

### Gorza
- Gorza, Aleš (* 1980), slowenischer Skirennläufer
- Gorzanis, Giacomo, italienischer Komponist und Lautenist

### Gorze
- Gorzel, Nico (* 1998), deutscher FußballspielerNico Gorzel (* 1998)

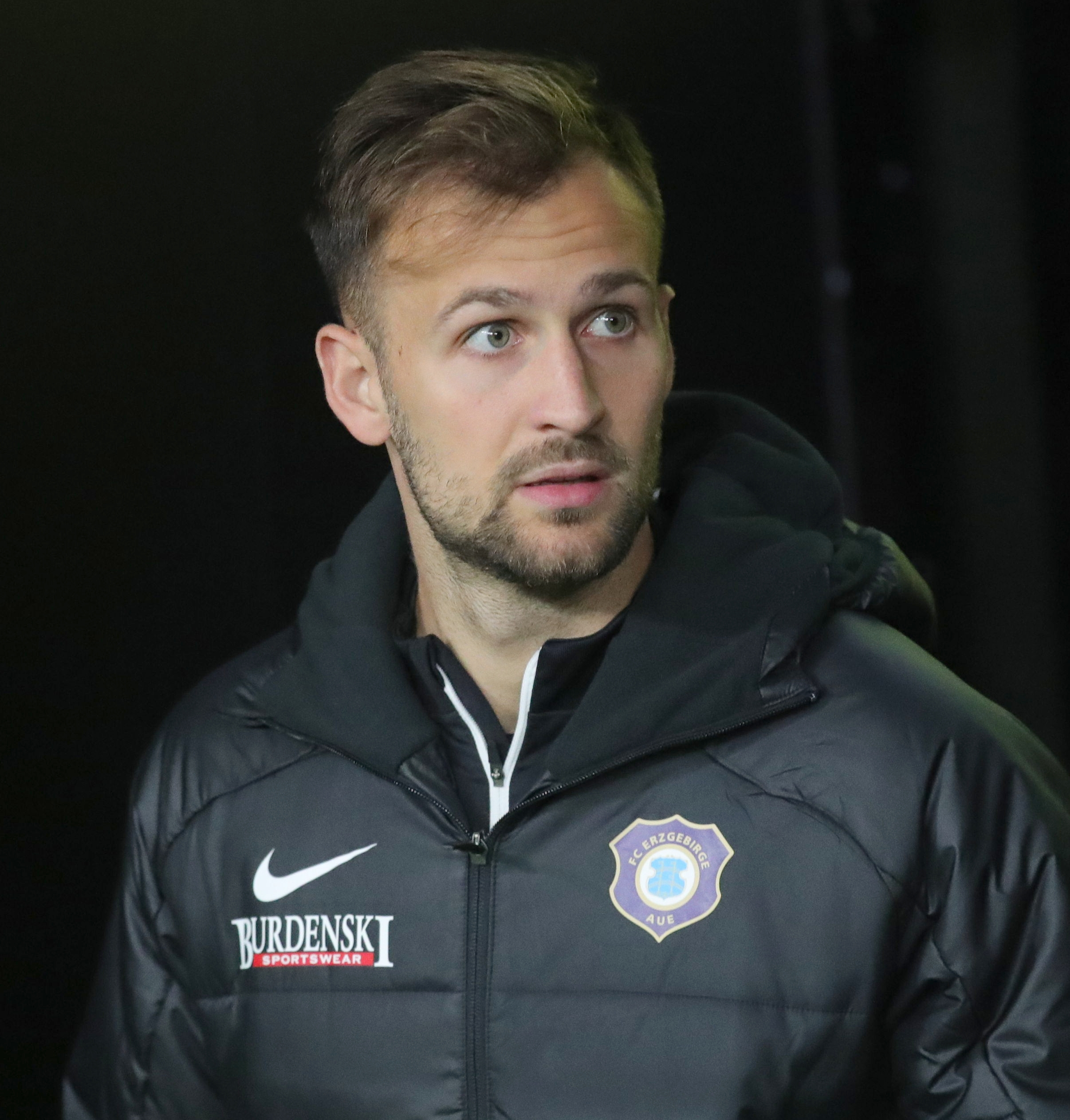
Nico Gorzel (* 1998)

- Gorzelanny, Denise (* 1954), deutsche Schauspielerin, Sängerin, Texterin, Komponistin und Autorin
- Gorzelany, Agustina (* 1996), argentinische Hockeyspielerin
- Gorzelik, Jerzy (* 1971), schlesischer Politiker
- Görzen, Alexander (* 1986), deutscher Crosslauf-Sommerbiathlet und Langstreckenläufer

### Gorzi
- Gorzini, Mehdi Jafari (* 1959), deutscher Politiker (Bündnis 90/Die Grünen, SPD), Publizist mit iranischen Wurzeln

### Gorzk
- Gorzka, Gabriele (* 1949), deutsche Osteuropaforscherin
- Görzke, Joachim Ernst von (1611–1682), kurbrandenburgischer Generalleutnant
- Gorzkowska, Magdalena (* 1992), polnische Sprinterin
- Gorzkowski von Gorzkow, Karl (1778–1858), österreichischer General der Kavallerie
- Gorzkowski, Ludwik (* 1811), polnischer Revolutionär

### Gorzn
- Gorzny, Sebastian (* 2004), US-amerikanischer Tennisspieler

### Gorzo
- Gorzolka, Martin (* 1808), polnischer Abgeordneter in der preußischen Nationalversammlung

### Gorzy
- Gorzynski, Hans (* 1908), deutscher Politiker (CDU der DDR), MdV
- Górzyński, Józef (* 1959), polnischer Geistlicher, römisch-katholischer Erzbischof von Ermland